# Балаковский институт бизнеса и управления
Балаковский институт бизнеса и управления — высшее учебное заведение, автономная некоммерческая образовательная организация дополнительного профессионального образования в городе Балаково, Саратовской области РФ.

## История
Институт основан 19 августа 1999 года, как совместный проект российского общества «Знание» и Международного университета бизнеса и управления Москвы. Первый набор студентов был осуществлен в 2000 году. С января 2008 года начался набор студентов на уровень докторанта.
Обучение в институте проводится по следующим специальностям:
- Менеджмент организации
- Финансы и кредит
- Бухгалтерский учёт, анализ и аудит
- Прикладная информатика[3]

## Сотрудничество
Институт поддерживает связи с такими образовательными учреждениями как Академия образования Великобритании, Региональный институт бизнеса и управления Рязани, Рязанский институт экономики (филиал НОУ ВПО «Санкт-Петербургский университет управления и экономики», Современный технический институт Рязани, «Самарский институт — Высшая школа приватизации и предпринимательства» и др.

## Ректоры
1999—2003 годы — Власов Вячеслав Викторович
2003—2006 годы — Власова Валентина Константиновна
2006 — н.в. — Власов Андрей Вячеславович